# Јарделунд
Јарделунд (њем. Jardelund) општина је у њемачкој савезној држави Шлезвиг-Холштајн. Једно је од 134 општинска средишта округа Шлезвиг-Фленсбург. Према процјени из 2010. у општини је живјело 320 становника. Посједује регионалну шифру (AGS) 1059129.

## Географски и демографски подаци
Јарделунд се налази у савезној држави Шлезвиг-Холштајн у округу Шлезвиг-Фленсбург. Општина се налази на надморској висини од 32 метра. Површина општине износи 16,6 km². У самом мјесту је, према процјени из 2010. године, живјело 320 становника. Просјечна густина становништва износи 19 становника/km².